# Горнодобывающая промышленность в Бутане
Добыча полезных ископаемых была незначительной для экономики Бутана, за исключением производства ферросилиция. Пересечённая местность страны обеспечивает места для добычи гидроэнергии, что привело к быстрому росту в транспортном и строительном секторах, включая запуск ряда местных цементных заводов.

## Производство
Горнодобывающая промышленность страны, была небольшой и незначительной для её экономики, преобладало производство цемента, угля, доломита, гипса и известняка. Также Бутане находятся месторождения берилла, меди, графита, свинца, слюды, пирита, олова, вольфрама и цинка. В Паро был создан завод по переработке графита.

## Структура горнодобывающей промышленности
Правительство Бутана, частная компания и японская компания, создали совместное предприятие по производству ферросилиция и других сплавов. Производство цемента также находится под контролем правительства.
Департамент геологии и горнодобывающей промышленности, министерства экономики состоит из двух подразделений: Геологической службы Бутана и Отдела горнодобывающей промышленности. Последний отвечает за инспекцию и регулирование горнодобывающих шахт.

## Товары
Бутанская компания Ferro Alloys Ltd. производила в основном ферросилиций, который экспортировался в Индию и Японию. Производственная мощность его завода в Пхунчхолинге составляла 18 000 тонн ферросилиция в год, 4200 тонн микрокремнезема в год и 2400 тонн ферросилиция магния в год. На завод поставлялся кварцит, добытый на шахтах компании. Бутанская компания Ferro Alloys заказала плавильную печь мощностью 18 мегавольт для производства других сплавов кремния и марганца. Компания была совместным предприятием правительства, японской корпорации «Марубени» и бутанской коммерческой корпорации «Таши».
Добыча доломита вблизи холмов Пульи в Гомту на юго-западе Бутана повлияла на сельское хозяйство (чайные плантации) и диких животных в соседнем индийском штате Западная Бенгалия. Оползни и эрозия, вызванные разработкой карьеров, привели к затоплению 14 объектов недвижимости. Осадочные отложения доломита превратили почву чайных плантаций в щелочную, а воздушная пыль из карьера задушила растения. Животные не могли пить речную воду, ставшую красной и мутной из-за добычи полезных ископаемых.